# Jens Hajslund
Jens Madsen Hajslund (ur. 29 maja 1877 w Hjern, zm. 28 sierpnia 1964 w Holstebro) – duński strzelec, medalista olimpijski.
Uczestnik Letnich Igrzysk Olimpijskich 1912. Zdobył wówczas brązowy medal w drużynowych zawodach z karabinu dowolnego w trzech postawach z 300 m, uzyskując najsłabszy rezultat w reprezentacji Danii (skład zespołu: Niels Andersen, Jens Hajslund, Laurits Larsen, Niels Larsen, Lars Jørgen Madsen, Ole Olsen).

## Wyniki

### Igrzyska olimpijskie
| Igrzyska       | Konkurencja                                     | Wynik                                         | Miejsce | Źródło |
| -------------- | ----------------------------------------------- | --------------------------------------------- | ------- | ------ |
| Sztokholm 1912 | Karabin dowolny, trzy postawy, 300 m            | DNF                                           | DNF     | [ 2 ]  |
| Sztokholm 1912 | Karabin dowolny, trzy postawy, 300 m, drużynowo | 5529 pkt. (druż.) 856 pkt. ind. (292–278–286) |         | [ 1 ]  |
| Sztokholm 1912 | Karabin wojskowy, drużynowo                     | 1419 pkt. (druż.) 223 pkt. ind. (68–61–48–46) | 8       | [ 3 ]  |